# スコット・モリス
スコット・モリス (Scott Morriss, 1973年10月10日 - ) は、イギリスのミドルセックス州、ハウンズロー出身のミュージシャン。
ブルートーンズのベーシストで、同バンドのマーク・モリスの弟である。

## 人物・特徴
- バンドでは最年少のメンバー。ブルートーンズの多くの曲で兄のマークと息の合ったハーモニーを聞かせる。声質はマークとよく似ており、サード・アルバム『サイエンス・アンド・ネイチャー』収録の「イッツ・ア・ボーイ」でその歌声を聴くことができる。

- 兄のマークとは、一度も喧嘩をしたことはないと話すほど、兄弟仲は非常に良い[1]。ちなみに、マークのソロアルバム『メモリー・マッスル』に全面的に参加している。

- ブルートーンズのアルバム・シングルのデザインを手がけている。他にも、YouTubeに「ヘッド・オン・ア・スパイク」のPVを制作するなど、バンドのヴィジュアル面を一手に担っていた。バンド解散後は、フリーのアニメーション作家として活動。

## 関連サイト
- スコットのYouTubeページ - YouTubeチャンネル